# マルセロ・ミゲル・ペリサリ
マルセロ・ミゲル・ペリサリ（Marcelo Miguel Pelissari、1975年8月20日 - ）は、ブラジル・リオグランデ・ド・スル州出身の元サッカー選手。現役時代のポジションはディフェンダー（センターバック）。

## 来歴
グアラニFCの下部組織で育ち、1995年には20歳以下ブラジル代表のキャプテンとしてワールドユース、南米選手権に出場。1995年9月から1996年7月まではマルセロの登録名で清水エスパルスに在籍し、左サイドバックとしてプレイした。帰国後はポルトゥゲーザ、ゴイアスECなどにも所属したが、その後は中規模以下のクラブを転々とした。

## 所属クラブ
ユース経歴
- 1990年 - 1992年  グアラニFC

プロ経歴
- 1992年 - 1995年  グアラニFC
- 1995年 - 1996年  清水エスパルス
- 1996年 - 1998年  アソシアソン・ポルトゥゲーザ・ジ・デスポルトス
- 2000年  ゴイアスEC
- 2001年  ECパラグアスエンセ（ポルトガル語版）
- 2001年 - 2002年  クルーベ・マルトロム
- 2003年  アヴァイFC
- 2003年 - 2004年  CFウニオン
- 2005年  モジミリンEC
- 2005年  ウニオン・アグリーコラ・バルバレンセFC
- 2006年  SERカシアス・ド・スル

## 個人成績
| 国内大会個人成績 | 国内大会個人成績 | 国内大会個人成績 | 国内大会個人成績 | 国内大会個人成績 | 国内大会個人成績 | 国内大会個人成績 | 国内大会個人成績 | 国内大会個人成績 | 国内大会個人成績 | 国内大会個人成績 | 国内大会個人成績 |
| 年度             | クラブ           | 背番号           | リーグ           | リーグ戦         | リーグ戦         | リーグ杯         | リーグ杯         | オープン杯       | オープン杯       | 期間通算         | 期間通算         |
| 年度             | クラブ           | 背番号           | リーグ           | 出場             | 得点             | 出場             | 得点             | 出場             | 得点             | 出場             | 得点             |
| 日本             | 日本             | 日本             | 日本             | リーグ戦         | リーグ戦         | リーグ杯         | リーグ杯         | 天皇杯           | 天皇杯           | 期間通算         | 期間通算         |
| ---------------- | ---------------- | ---------------- | ---------------- | ---------------- | ---------------- | ---------------- | ---------------- | ---------------- | ---------------- | ---------------- | ---------------- |
| 1995             | 清水             | -                | J                | 5                | 0                | -                | -                |                  |                  |                  |                  |
| 1996             | 清水             | -                | J                | 0                | 0                | 0                | 0                |                  |                  |                  |                  |
| 通算             | 日本             | 日本             | J                | 5                | 0                | 0                | 0                |                  |                  |                  |                  |
| 総通算           | 総通算           | 総通算           | 総通算           | 5                | 0                | 0                | 0                |                  |                  |                  |                  |

## 代表歴
- U-20ブラジル代表
  - 1995年 - 南米ユース選手権 (優勝)
  - 1995年 - FIFAワールドユース選手権 (準優勝)